# Éric Bédard
Éric Bédard (* 17. Dezember 1976 in Sainte-Thècle, Québec) ist ein ehemaliger kanadischer Shorttracker.
Den größten Erfolg seiner Karriere feierte er bei den Olympischen Winterspielen 2002 in Salt Lake City, als er mit der kanadischen 5000-Meter-Staffel Olympiasieger wurde. Vier Jahre später gewann er bei den Olympischen Winterspielen in Turin mit der gleichen Staffel die Silbermedaille und wurde im Einzelrennen über 500 Meter Vierter. Von 2008 bis 2010 arbeitete Bédard als Shorttrack-Bundestrainer in Deutschland. Seit 2010 arbeitet er als Nationaltrainer Italiens.